# 펠릭스오귀스트 뒤베르
펠릭스오귀스트 아돌프 뒤베르(프랑스어: Félix-Auguste Adolphe Duvert, 1795년 10월 20일 ~ 1876년 10월 19일)는 19세기 프랑스의 극작가이자 보드빌 작가로, 수백 편의 희극과 보드빌을 동료들과 함께 집필하며 프랑스 희극 무대의 큰 인물을 이룬 인물이다.

## 생애

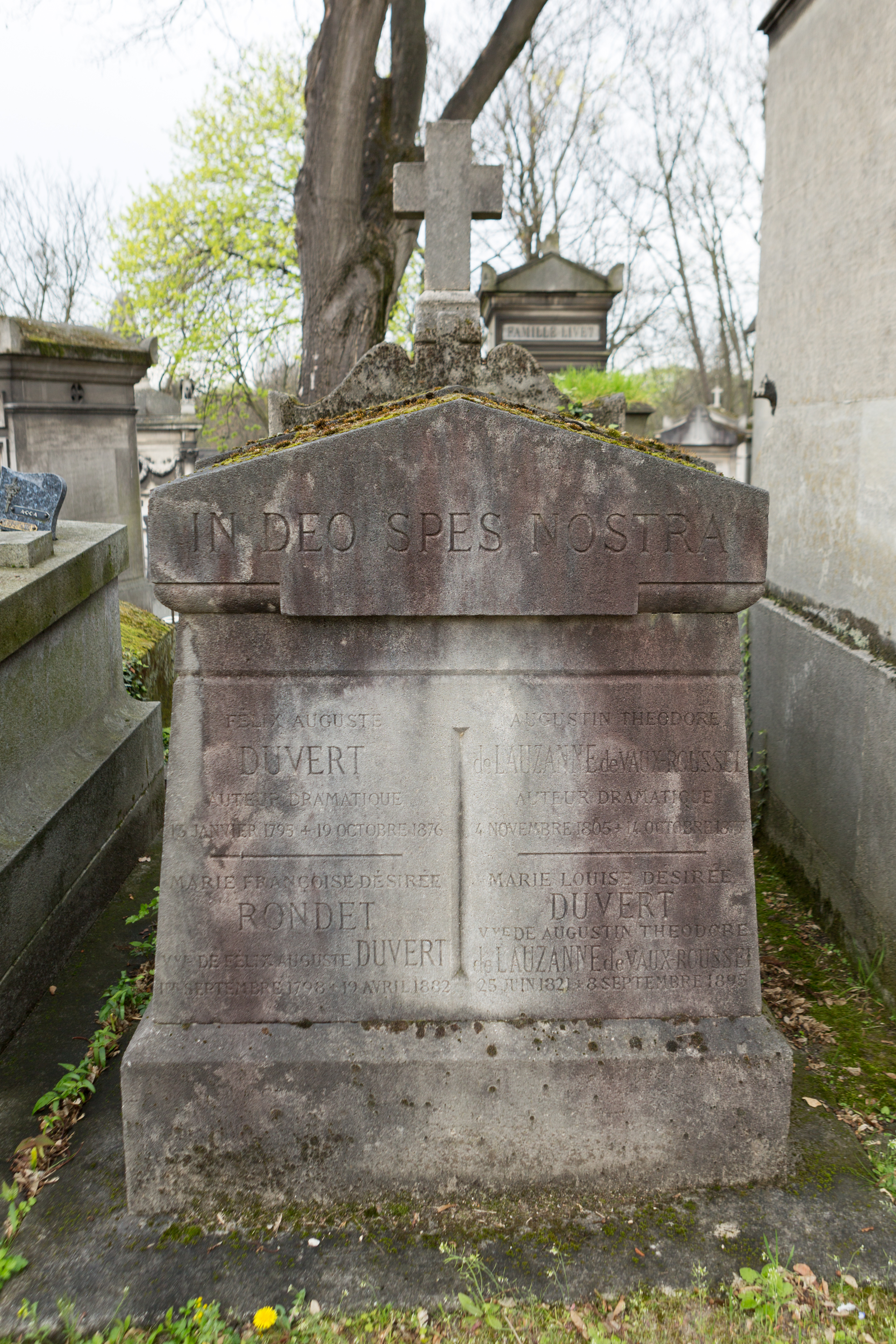
페르 라셰즈 묘지에 있는 펠릭스오귀스트 뒤베르의 무덤

펠릭스오귀스트 뒤베르는 1795년 10월 20일에 프랑스 파리에서 태어나 1811년 나폴레옹의 젊은 근위대에 자원하여 드라군 연대에서 복무한 후, 1823년 극작가로서의 경력을 시작했으며, 1830년 이후 사위인 오귀스트테오도르 로잔 드 보뤼셀의 협업을 통해 40여 년간 120편 이상의 희극과 보드빌 작품을 공동 집필하며 프랑스 희극 문학의 중요한 인물로 자리매김했고, 또한 수많은 노래 가사를 작사했으며, 1834년 레지옹 도뇌르 훈장을 포함한 여러 외국 훈장을 받았으며, 1876년 10월 19일에 81세의 나이로 사망하여 파리의 페르 라셰즈 묘지에 안장됐다.

## 같이 보기
- 오귀스트테오도르 로잔 드 보뤼셀